# Louis-Marie Grignion de Montfort

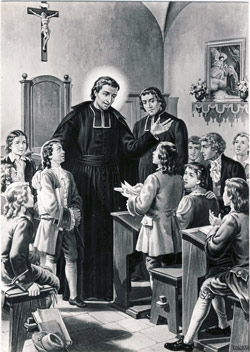
Louis de Montfort

Louis-Marie Grignion de Montfort (Montfort-sur-Meu, 31 januari 1673 - Saint-Laurent-sur-Sèvre, 28 april 1716) was een Frans katholiek priester en ordestichter der Montfortanen.

## Beginjaren
Louis-Marie was de zoon van Jean-Baptiste Grignion en Jeanne Robert. Hij was het oudste overlevende kind uit een groot gezin. Op zijn twaalfde jaar ging hij naar de Jezuïetenschool te Rennes. Hier werd hij beïnvloed door Abbé Julien Bellier, die hem het enthousiasme voor missioneringsarbeid bijbracht, en enkele andere priesters die hem enthousiast maakten voor de Maria-devotie. In 1693 ging hij te voet naar Parijs om theologie te gaan studeren op het seminarie van Saint-Sulpice. Naar men beweert, zou hij onderweg zijn reisgeld aan de armen hebben gegeven en zijn kleren met die van bedelaars hebben verwisseld. Ook zou hij een eed gezworen hebben om voortaan slechts van aalmoezen te leven. Eerst volgde hij colleges aan de Sorbonne, en hij leidde een arm bestaan, nog aangevuld met penitenties, zodat hij ziek werd. In 1695 begon hij eindelijk op klein-Saint-Sulpice, een seminarie speciaal ingericht voor arme studenten. In 1700 werd hij tot priester gewijd. Vrij snel daarna werd hij pastoor van de Saint-Clément-parochie te Nantes. Hij wilde echter prediken onder de armen. Op verzoek van Madame de Montespan kwam hij naar Poitiers om er aalmoezenier te worden in het Hôpital Général, wat geen ziekenhuis was maar een plaats waar arme bedelaars gevangen werden gezet. Hij kreeg waarschijnlijk ruzie met de leiding en vertrok in 1703 naar Parijs. Het jaar daarop kwam hij in een team van aalmoezeniers te werken in het Hôpital de la Salpêtrière, het door Vincentius a Paulo opgezette ziekenhuis, maar werd na enkele weken al ontslagen vanwege een ons onbekende reden. Ook zijn meeste vroegere vrienden verstootten hem, vermoedelijk vanwege zijn tamelijk extreme toewijding en zijn oproep aan de meer gematigden om hem op deze weg te volgen. Hij leefde een jaar in een vervallen onderkomen in Parijs, zonder duidelijke bestemming en zonder vrienden. Toen kreeg hij de boodschap vanuit Poitiers om terug te komen, en hij werd directeur van het Hôpital Général. Hij ontmoette Marie-Louise Trichet, die ook in het hospitaal kwam werken. Bij haar voegde zich Catherine Brunet, en dit tweetal vormde de eerste aanzet tot de congregatie van de Dochters van Wijsheid. De hervormingen die hij voorstond, maakten echter dat zowel de bisschop als Marie-Louise Trichet hem verzochten zijn post te verlaten. Toen begon hij missioneringsarbeid in de omgeving van Poitiers, en velen werden aangetrokken door de levendige rituelen en processies, en het ritueel van de vernieuwing van de doopbeloften, dat hij invoerde. Dit alles leidde ertoe dat het hem in 1706 werd verboden om nog langer in het bisdom Poitiers te preken.

## Werk in Bretagne en de Vendée
Toen ging hij naar Paus Clemens XI in Rome, van wie hij de opdracht kreeg om missioneringsarbeid in Frankrijk te doen, waarop hij naar de Mont-Saint-Michel vertrok. Hij voegde zich bij het team van pater Jean Leuduger te Dinan, dat in Bretagne missioneringsarbeid deed. Na enkele maanden echter vertrok hij, samen met twee lekenbroeders, uit dit team. In 1708 vertrok hij naar het bisdom Nantes, waar hij succesvolle missioneringsarbeid verrichtte en bekend werd. Hij wenste ook materiële aandenkens aan zijn missioneringsarbeid op te richten, zoals missiekruisen. In Pontchâteau, werd met duizenden mensen een reusachtige Calvarieberg gebouwd. Op de avond voordat de bisschop deze zou inzegenen kwam het bevel van de koning om de Calvarieberg te slopen, waarop de bisschop van de inzegening afzag. Enkele dagen later werd het Louis-Marie verboden om nog langer in het bisdom Nantes te preken. Hij werd echter uitgenodigd door de bisschop van La Rochelle en in 1711 trok hij daarheen. Hij preekte in La Rochelle en Luçon, in de Vendée. Hier werkte hij tot zijn dood en schreef ook nog enkele werken over Maria-devotie, en enkele hymnen. Ook schreef hij de regels voor het op te richten Gezelschap van Maria (Compagnie de Marie) op, beter bekend als Montfortanen, en voor de Dochters van Wijsheid. Af en toe trok hij zich terug op een rustige plaats. Hij bestreed in de Vendée de zogeheten ketterij, zoals Calvinisme en Jansenisme, en men beweert dat het aan zijn ijver te danken was dat de Vendée vrij van ketters zou zijn gebleven. Hij kon weinig leden voor zijn Compagnie de Marie werven, op het eind van zijn leven had hij twee priesters en een aantal lekenbroeders om zich heen verzameld. Hoewel hij gesteund werd door de bisschop van La Rochelle had hij ook vele vijanden en er werd zelfs een aanslag op zijn leven gepleegd. Hij startte onderwijs voor armen en riep ook Trichet en Brunet naar La Rochelle, waarop de congregatie van Dochters der Wijsheid een feit werd. De mannelijke volgelingen trokken, na Louis-Marie's dood in 1716, naar Saint-Pompain en vormden de kern van de latere Montfortanen. Vele jaren later splitsten zich daar de Broeders van Sint-Gabriël van af.

## Geschriften
De heilige Louis-Marie heeft veel geschreven over Maria. Zijn bekendste geschrift is 'de verhandeling van de Ware Godsvrucht tot de Heilige Maagd Maria.' Het heeft veel heiligen en pausen geïnspireerd zoals de heilige paus Johannes Paulus II en de zalige Edward Poppe
Een belangrijk thema in dat geschrift is de toewijding van zichzelf aan Jezus dóór Maria. De heilige Luis-Marie zegt daarover dat het toewijden van zichzelf aan Jezus door de handen van Maria de volmaaktste toewijding aan Jezus is.

## Heiligverklaring
Louis-Marie Grignion de Montfort werd in 1888 zalig en in 1947 door Paus Pius XII heilig verklaard. Zijn feestdag valt op 28 april.